# Mireille Faugère
Pour les articles homonymes, voir Faugère.
Mireille Faugère, née le 12 août 1956 à Tulle (Corrèze), est diplômée de l'École des hautes études commerciales de Paris (HEC Paris, promotion 1978). Elle est directrice générale de l'Assistance publique - Hôpitaux de Paris de septembre 2010 à novembre 2013. 

## Carrière

### SNCF
Mireille Faugère entre à la Société nationale des chemins de fer français (SNCF) en 1979. Au début de sa carrière, elle occupe des postes opérationnels en lien avec l’exploitation du réseau, notamment comme chef de gare à Mantes-la-Jolie. Puis elle entre à la Direction des études. En 1987, elle devient responsable du développement du réseau TGV Méditerranée.
Nommée directrice de la gare de Paris-Montparnasse, elle devient, en 1991, la première femme à accéder à cette responsabilité où elle gère et développe la quatrième gare de France (environ 40 millions de passagers accueillis annuellement). En 1993, elle est appelée à la tête du département Stratégies au sein de la Direction de l’Économie, de la Stratégie et de l’Investissement. À partir de 1996, elle prend la responsabilité de l’action commerciale et marketing à la Direction Grandes Lignes. En 2000, elle crée le site voyages-sncf.com, qui sous son impulsion devient rapidement le premier site marchand et de tourisme français.
En 2003 elle entre au comité exécutif de l'entreprise, alors présidée par Guillaume Pepy, et devient directrice générale de SNCF Voyages et présidente de Voyages-sncf.com. SNCF Voyages est la branche voyageurs Grandes Lignes, chargée des transports et des services à grande vitesse en France et en Europe à travers les marques TGV, Eurostar, Thalys et le site Internet Voyages-sncf.com (Chiffres clés[pas clair] : 30 000 collaborateurs; 128 millions de voyageurs transportés; CA[pas clair] réalisé en 2009 : 7 milliards d'euros). 
Officiellement congédiée « en raison du nouveau contexte économique » du TGV  mais aussi, selon le journal Le Monde, « de ne pas avoir été assez incisive avant l'ouverture à la concurrence », elle quitte ses fonctions de directrice générale de la branche SNCF Voyages en décembre 2009.

### Assistance publique - Hôpitaux de Paris (AP-HP)
Nommée le 22 septembre 2010 directrice générale de l'Assistance publique - Hôpitaux de Paris. Mise en cause par la CGT notamment sur le dossier de l'Hotel-Dieu, elle est remerciée le 13 novembre 2013 sur décision de Marisol Touraine, ministre de la Santé, pour avoir mal géré la fermeture des urgences de cet hôpital.

### Mandats sociaux
Mireille Faugère a été administratrice indépendante d’Essilor International et d’EDF,.elle est membre du conseil d’administration d ORPEA depuis 2022, présidente du comité d’éthique.

### Cour des Comptes
En 2014, elle devient conseiller-maître à la Cour des Comptes.

## Cumul et suites
Mireille Faugère est poursuivie pour avoir cumulé sa rémunération à l'AP-HP et des jetons de présence en tant que membre des conseils d’administration d’EDF et d’Essilor de 2010 à 2013, ce que le droit administratif interdit. Le tribunal administratif de Paris la condamne le 12 juillet 2018 au remboursement de 148 934 euros indûment perçus de l'AP-HP. Elle a fait appel de ce jugement.
Cette affaire rebondit le 16 janvier 2019 lorsque Richard Ferrand, président de l'Assemblée nationale propose sa candidature au Conseil supérieur de la magistrature. Sa candidature est en conséquence écartée.
Il lui est alors également reproché d'avoir augmenté de 50 % sa rémunération par rapport au précédent patron de l’AP-HP et d'avoir perçu une indemnité de licenciement de 125 000 euros au lieu des 25 881 euros prévus dans son cas.

## Activités connexes
Experte auprès de l'Institut Montaigne

## Décorations
- Officière de la Légion d'honneur  (2 avril 2010[15]), Chevalier (5 juillet 2001)[16]
- Commandeure de l'ordre national du Mérite Par décret du 15 mai 2015[17]. Officière de l'Ordre National du mérite (14 novembre 2005[18]), Chevalière (2 juillet 1998)[19].